# Manilkara concolor
Manilkara concolor là một loài thực vật có hoa trong họ Hồng xiêm. Loài này được (Harv.) Gerstner mô tả khoa học đầu tiên năm 1948.